# وهما
وهما (به لاتین: Vehmaa) یک شهرداری و municipality of Finland در فنلاند است که در فنلاند اصلی واقع شده‌است.